# Ахмад Низам-шах I
Малик Ахмад Низам-шах (? — 1510) — первый султан Ахмаднагара и основатель династии Низам-шахов (1490—1510).

## Биография
Сын Низама уль-Мулька Малика Хасана Бахри, индуистского брахмана из Биджануггара (или Биджанагара), первоначально названного Тимапа. Отец Ахмада был назначен Маликом наибом после смерти Махмуда Гавана и стал первым министром бахманийского султана Махмуд-шаха II (1482—1518). Вскоре после этого он назначил Ахмада губернатором Бида и других районов в окрестностях Даулатабада. Ахмад решил поселиться в Джуннаре. Его первоначальные попытки взять на себя управление были отвергнуты местной знатью, но, несмотря на его молодость и слабость султаната, Ахмад захватил после длительной осады крепость и город Сунер. Используя этот город, Ахмад вел военную кампанию до 1485 года, захватив города Чаванд, Логхур, Тунг, Коорай, Тикона, Кундхана, Пурандар, Бхороп, Дживдхан, Курдруг, Муруд-Джанджира, Махули и Палли. Ахмад воевал в Конкане, когда получил известие о смерти своего отца. Вернувшись в Джуннар в 1486 году, Ахмад принял отцовский титул Низам уль-Мулька Бахри.
Малик Ахмад Низам-шах успешно защищал свои владения от нападений бахманийского султана Махмуд-шаха II, дважды разгромив армию своего бывшего сюзерена:194. Затем Махмуд-шах Бахмани призвал Джахангир-хана, успешного военачальника и губернатора Телинганы, который с 3-тысячным войском должен был подчинить Ахмада:197. Джахангир взял Пейтан и разбил лагерь в Бингаре. 28 мая 1490 года внезапной атакой на вражеский лагерь Малик Ахмад Низам-шах вновь разгромил бахманийскую армию. Ахмад построил дворец с элегантным садом на этом самом месте и пожертвовал имущественные права местной деревни в качестве резиденции для святых людей, чтобы отпраздновать победу.
Губернатором Даулатабада был Муллик Вуджи, назначенец отца Ахмада. Ахмад Низам-шах находился в хороших отношениях с Вуджи и выдал свою сестру за него замуж. Когда у них родился сын, младший брат Вуджи Маллик Ашруф, который хотел стать правителем, организовал заговор и умертвил отца с сыном:200. Маллик Ашруф решил заключить союз с султаном Берара Фатх-Аллахом Имад-шахом, султаном Гуджарата Махмудом Бегадой и султаном Биджапура Юсуфом Адил-шахом, направленный против Ахмада Низам-шаха. В ответ Ахмад Низам-шах в 1493 году выступил против Ашруфа и осадил Даулатабад, но несмотря на двухмесячную осаду, не смог взять его резиденцию.
Вернувшись в Джуннар, Ахмад Низам-шах поклялся построить новую столицу, Ахмаднагар, названную в его честь. Первый фундамент был заложен в 1494 году, а город был построен в течение двух лет, став столицей нового Ахмаднагарского султаната в течение более чем столетия.
В 1499 году султан Гуджарата Махмуд Бегада встал на сторону Муллика Ашруфа и напал на Хандешский султанат. Хандешский султан Миран Адил-хан II (1457—1501) послал к Фатх-Аллаху Имад-уль-Мульку и Ахмаду Низам-шаху просьбу о помощи. Были собранны объединённые силы трех султанатов. В ночь перед битвой Ахмад Низам-шах повел 5 тысяч пехотинцев, вооружённых луками, ракетами и фитильными ружьями, чтобы атаковать вражеский лагерь. Одновременное на гуджаратский лагерь был спущен слон. Ещё ночью Махмуд Бегада бежал из своего лагеря, а его армия отступила утром:203 . Муллик Ашруф признал сюзеренитет Махмуда Бегады, что привело к восстанию в Даулатабаде. Ахмад Низам-шах во главе 5-тысячной армии осадил Даулатабад. Муллик Ашруф скончался после болезни в течение пяти дней. Даулатабад был включён в состав Ахмаднагарского султаната.
Ахмад Низам-шах считался справедливым и мудрым правителем, также отмечались его скромность и сдержанность. Следуя совету Юсуфа Адил-шаха из Биджапура, он прекратил читать хутбу на имя бахманийских султанов и сам принял титул султана.
Ахмад Низам-шах скончался в 1509 или 1510 году после непродолжительной болезни, назначив своим преемником семилетнего сына Бурхана Низам-шаха.